# 弗拉芒集团
弗拉芒集团（荷蘭語：Vlaams Blok，發音：[ˈvlaːmz ˈblɔk]，缩写为VB）是比利时曾经的极右翼分離主義与弗拉芒民族主义政党，于1978年—2004年间活跃于比利时佛兰德地区（比利时北部荷兰语区），主张佛兰德独立与反移民。
该党起源于人民联盟（VU）内部分裂，当时右翼分离主义和民族保守主義派别不满于比利时联邦制凌驾于弗拉芒人利益之上，并认为人民联盟正在左倾。前人民联盟成员创建了弗拉芒国家党（VNP）与弗拉芒人民党（VVP），并于1978年组建了名为“弗拉芒集团”的选举联盟，之后于1979年合并成立了弗拉芒集团政党。弗拉芒集团是弗拉芒运动中最著名的右翼激进派，其在弗拉芒议会和比利时议会选举中的成绩出色，成为了西欧最成功的民族主义政党之一，最终在支持率上超过了人民联盟。该党最初只关注其核心理念——弗拉芒自治和政治自由议题，随后该党涉入移民和“法律与秩序”（law-and-order）等议题，赢得了更广泛的公众支持。
各主要弗拉芒政党都不愿与弗拉芒集团结盟。根据1989年达成的一项协议（即所谓的“卫生警戒线”），该党实际上被禁止进入任何级别的政府。2004年4月，根特上诉法院裁定该党的一些组织违反了1981年的《反种族主义法》，并认定该党认可歧视行为。该裁定于2004年11月9日最终确定，几天后的11月14日，该党改组为弗拉芒利益。